# Mieczysław Bielski
Mieczysław Bielski (ur. 24 października 1943 w Porzeczu niedaleko Grodna) – polski historyk specjalizujący się w dziejach wojen i wojskowości, historii Polski XIX i XX wieku i biografistyce.

## Życiorys

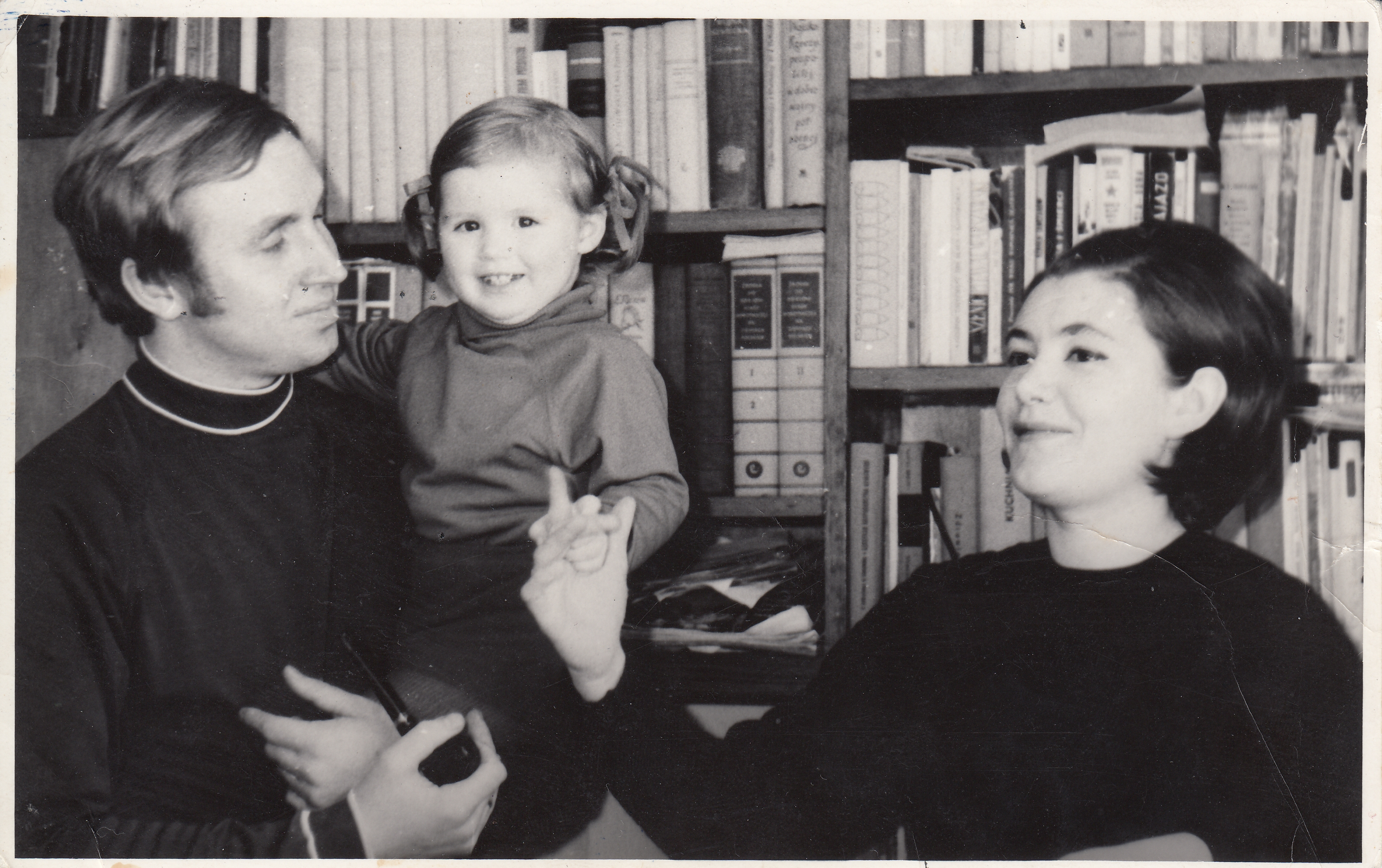
dr Mieczysław Bielski z żoną Jadwigą oraz córką Joanną Katarzyną (lata 70. XX wieku, Ostróda)

Szkołę podstawową ukończył w Krynkach, a liceum ogólnokształcące w Sokółce. Absolwent Wydziału Historycznego Uniwersytetu Warszawskiego (1967 r.). Pracę magisterską zatytułowaną „Działania wojenne polsko-rosyjskie na Litwie w latach 1658-1664” napisał pod kierunkiem prof. dr. hab. Janusza Wolińskiego. Stopień doktora nauk humanistycznych uzyskał w 1983 na Uniwersytecie Mikołaja Kopernika w Toruniu za rozprawę „Działania bojowe Grupy Operacyjnej „Piotrków” gen. Thommee w wojnie obronnej 1939 roku”. Pracował w szkolnictwie średnim w Ostródzie i Toruniu oraz na Wydziale Humanistycznym Wyższej Szkoły Pedagogicznej w Bydgoszczy (obecnie Uniwersytet Kazimierza Wielkiego) i na Wydziale Historycznym Uniwersytetu Mikołaja Kopernika w Toruniu. Odbył kilka staży naukowych, krajowych i zagranicznych, m.in.: w Wojskowym Instytucie Historycznym w Warszawie, w Centro Incontri e Studi Europei w Rzymie, w Instytucie i Muzeum im. gen. Władysława Sikorskiego w Londynie, na Uniwersytecie w Sankt Petersburgu. W ramach doskonalenia zawodowego ukończył: Studium Podyplomowe Historii i Archiwistyki w Toruniu (1974 r.); Studium Podyplomowe Zarządzania Oświatą w Kaliszu (1982 r.) oraz kurs „Organizacja pracy i zarządzanie placówkami dyplomatycznymi i innymi placówkami podległymi Ministerstwu Spraw Zagranicznych” w Warszawie (1990). Odbył staże dyplomatyczne w Tallinnie i Paryżu. Od 2001 r. nauczyciel dyplomowany. W latach 1990–1998 kurator oświaty województwa toruńskiego a następnie dyrektor Zespołu Szkół przy Ambasadzie Rzeczypospolitej Polskiej w Sofii (1998-2007). Był jednym z inicjatorów powstania Gimnazjum i Liceum Akademickiego w Toruniu. Autor 327 prac naukowych i popularnonaukowych: książek, artykułów, opracowań, recenzji...] Odznaczony: Złotym Krzyżem Zasługi (1991), Medalem Komisji Edukacji Narodowej (1997), Krzyżem Kawalerskim Orderu Odrodzenia Polski (1997), Medalem za Długoletnie Pożycie Małżeńskie (2017).

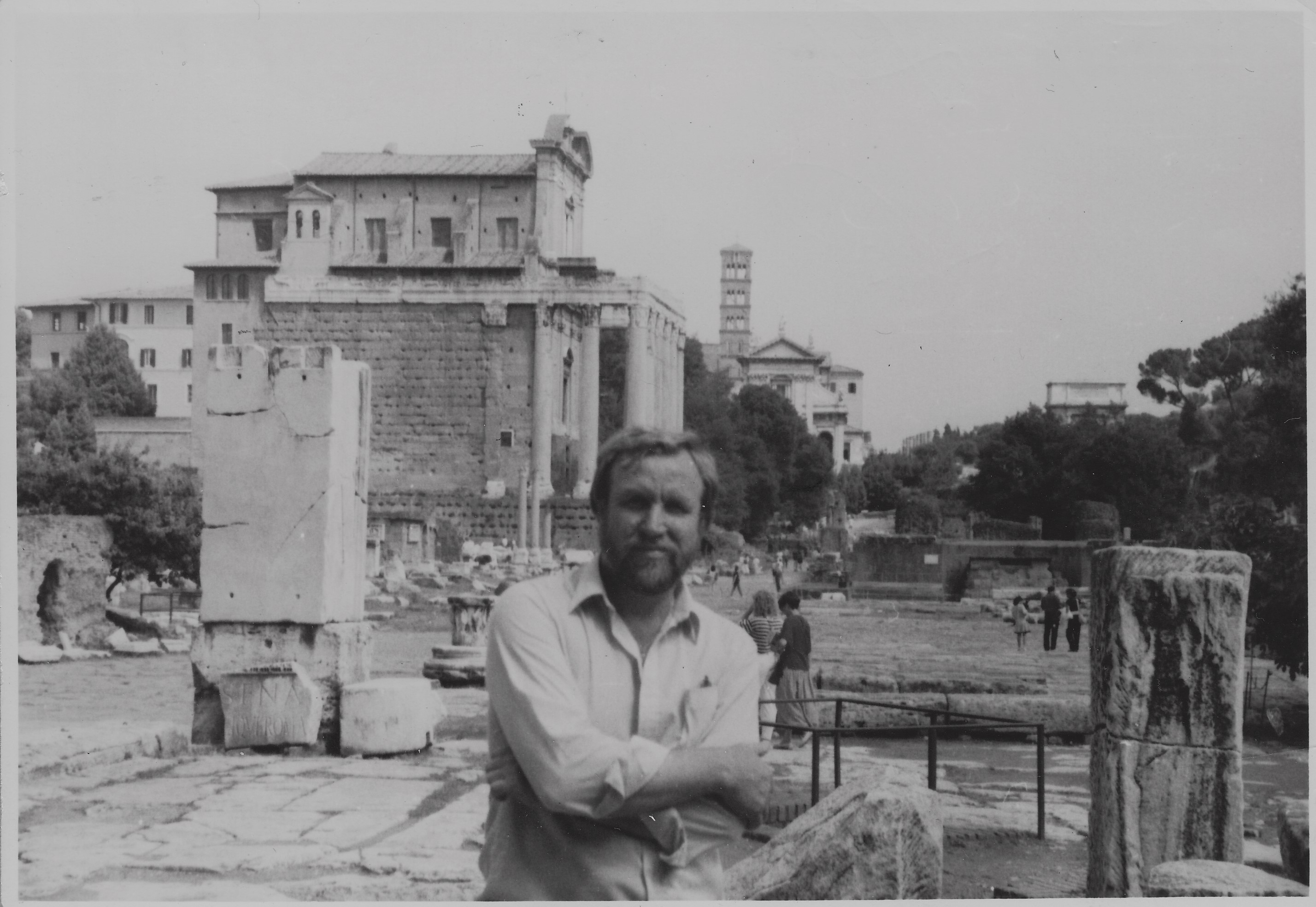
dr Mieczysław Bielski podczas stypendium naukowego w Rzymie 1988

## Wybrane publikacje
- Zarys dziejów 18 Pułku Ułanów Pomorskich w monografii: Polska Odrodzona w 1918 roku pod red. Stanisława Kubiaka (Bydgoszcz 1990)
- Grupa Operacyjna "Piotrków" 1939 (Warszawa 1991, ISBN 83-11-07836-X)
- Generałowie Odrodzonej Rzeczypospolitej: Inspektorzy Armii z siedzibą w Toruniu, dowódcy Okręgu Korpusu nr VIII, dowódcy 4 Toruńskiej Dywizji Piechoty (Toruń 1995, ISBN 83-902482-8-X)
- Generałowie Odrodzonej Rzeczypospolitej. T. 2, Front Pomorski, Dowódcy Obozu Warownego "Toruń", Dowódcy Piechoty Dywizyjnej 4 Dywizji Piechoty, Komendanci Obozu Szkolnego Artylerii i Centrum Wyszkolenia Artylerii, Generałowie tytularni, Generałowie na funkcjach administracyjnych, Addendum (Toruń 1996, ISBN 83-86781-08-4)
- Generał Brygady Adolf Mikołaj Waraksiewicz (1881-1960) (Toruń 1997, ISBN 83-7174-012-3, wyd. II Toruń 1998, ISBN 83-7174-180-4, wyd. III Toruń 2014 ISBN 978-83-7780-929-7)
- Dr Józef Wybicki. pierwszy Starosta Krajowy Pomorza (Toruń 1997, ISBN 83-903120-5-0)
- Bitwy na Pomorzu 1109-1945(Gdańsk 1993, współautor, ISBN 83-85349-17-0)
- Generał dywizji Stanisław Napoleon hr. Ursyn-Pruszyński (1857-1929). Szkic Biograficzny w: Pomorze-Polska-Europa Studia i materiały z dziejów XIX i XX wieku (Toruń 1995, ISBN 83-231-0610-X)
- Generał Ludwik Kmicic-Skrzyński (1893-1972). Szkic Biograficzny w: Europa Orientalis. Polska i jej wschodni sąsiad od średniowiecza po współczesność (Toruń 1996, ISBN 83-231-0821-8)
- Wabcz.Gmina Stolno. Zespół Dworsko- Parkowy. (Toruń 1998, współautor, ISBN 83-910907-2-8)
- Vladislaw III Varnencik na Balkanite (1443-1444) (Weliko Tyrnowo 2006, tłum. Ina Michajłowa, ISBN 954-427-709-9)
- "Toruń-Getynga- od średniowiecza do czasów nowożytnych. Wkładki do podręczników szkolnych miast partnerskich". (Toruń-Gertnga 1997-1998, współautor: Edward Bartkowski, Mieczysław Bielski, Zbigniew Górski, Stanisław Jurczak, Leszek Żuchowski (Toruń); Thomas Berger-v.d.Heide, Renate Borchard, Peter Brammer, Ursula Hildebrand, Heribert Piontkowitz, Werno Sebo (Getynga)).
- "Wojennata kamoanja na Władisław III Jagiellonczyk sreszczy Turcite(oktomwri 1443-fewruari 1444)Nauczno-popularen oczerk."[w]"555 godina ot Dolgja pochod(1443-1444)". (Bełowo 1998, ISBN 9546840343).
- "Szkoła Polska im. Władysława III Warneńczyka w Sofii" (Sofia 2000, współautor).
- "Zespół Szkól im. Władysława III Warneńczyka przy Ambasadzie Rzeczypospolitej Polskiej w Sofii". (Sofia 2006, współautor).
- "Bitwa pod Warną.Dla zwiedzających Zespół Muzealny w Warnie". (Praca Sandora Oze. Tłumaczenie z języka bułgarskiego na język polski- Mieczysław Bielski), (Sofia 2006).
- Władysław Warneńczyk na Bałkanach (1443-1444). Dwie wyprawy. (Toruń 2009, ISBN 978-83-7611-405-7)
- Płk dypl. Stefan Tadeusz Iwanowski (1890-1954) w: Wojsko a społeczeństwo na Kujawach i Pomorzu (Bydgoszcz 2009, ISBN 978-83-60775-20-2)
- Józef Marcinkiewicz Genialny Matematyk – Męczennik Katynia. (Białystok 2011, współautor, ISBN 978-83-62668-06-9, wyd. II Białystok 2017, ISBN 978-83-64922-58-9)
- Generał brygady dr Jan Kołłątaj-Srzednicki(1883-1944). Żołnierz,lekarz,komendant Centrum Wyszkolenia Sanitarnego (Toruń 2012, ISBN 978-83-231-2824-3)
- Mieczysław Bielski, Z grodzieńskiej wsi w świat, Instytut Badania i Upowszechniania Kultury, 544 s., Toruń 2024, ISBN 978-83-966736-1-9